# Orycteropodidae
Họ Orycterepadidae là một họ động vật có vú thuộc nhóm Afrotheria. Mặc dù có nhiều loài hóa thạch, loài duy nhất còn sinh tồn đến ngày nay là lợn đất (Orycteropus afer). Họ này được công nhận là họ duy nhất của Bộ Tubulidentata, vì vậy chúng là những thuật ngữ đồng nghĩa.

## Phân loại
Phân loại này dựa theo Lehmann 2009.
- Chi Amphiorycteropus Lehmann 2009
  - † Amphiorycteropus gaudryi (Major, 1888) - loài điển hình
  - † Amphiorycteropus abundulafus (Lehmann et al., 2005) [4]
  - † Amphiorycteropus browni (Colbert, 1933) (= Orycteropus pilgrimi Colbert, 1933)
  - † Amphiorycteropus depereti (Helbing, 1933)
  - † Amphiorycteropus mauritanicus (Arambourg, 1959)
- † affinis (tương tự) Amphiorycteropus
  - † aff. Amphiorycteropus pottieri (Ozansoy, 1965)
  - † aff. Amphiorycteropus seni (Tekkaya, 1993)
- Chi Orycteropus Geoffroy St. Hilaire, 1796
  - Orycteropus afer - lợn đất (loài điển hình)
  - † Orycteropus crassidens MacInnes, 1956
  - † Orycteropus djourabensis Lehmann et al., 2004
- Chi †Leptorycteropus Patterson, 1975
  - †Leptorycteropus guilielmi Patterson, 1975 - loài điển hình
- Chi † Myorycteropus MacInnes, 1956
  - † Myorycteropus africanus MacInnes, 1956 - loài điển hình
- † affinis (tương tự) Myorycteropus
  - † aff. Myorycteropus chemeldoi (Pickford, 1975)
  - † aff. Myorycteropus minutus (Pickford, 1975)

## Hình ảnh

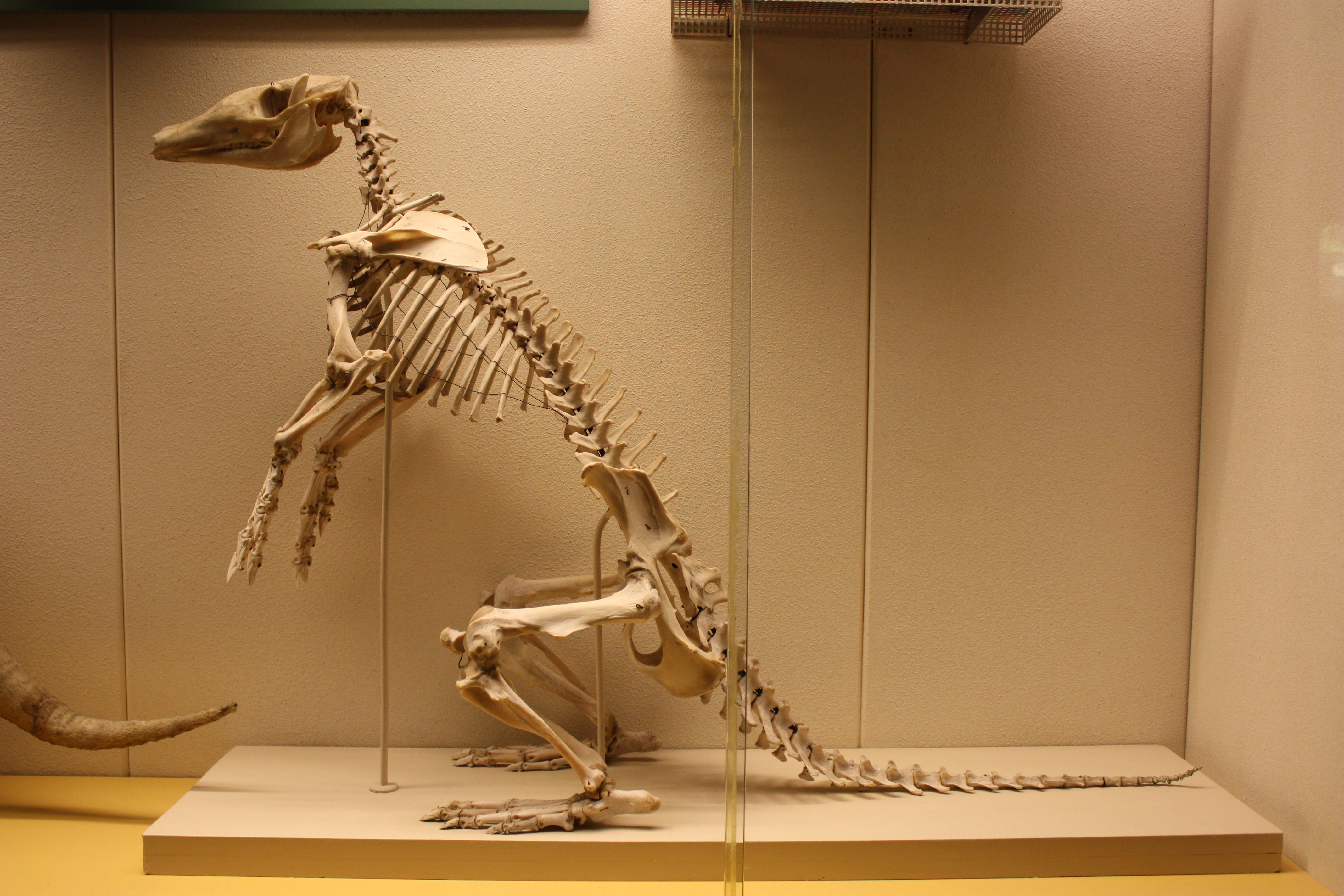
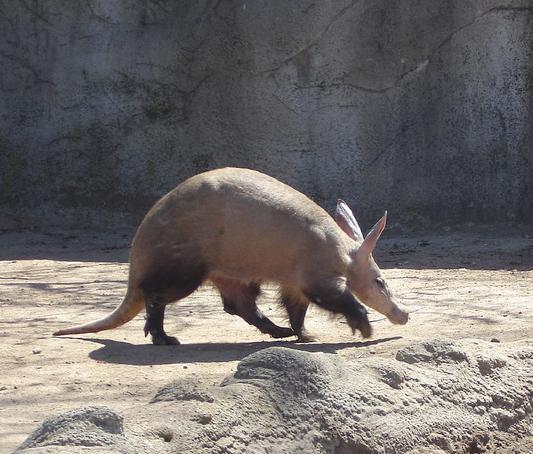